# Bruty
Bruty (en allemand : Barth, en hongrois : Bart) est une commune du district de Nové Zámky, dans la région de Nitra, en Slovaquie.

## Histoire
La première mention écrite du village date de 1223.

## Démographie

### Évolution de la population
| Année:               | 1994. | 2004.   | 2014.    | 2024. |
| -------------------- | ----- | ------- | -------- | ----- |
| Nombre de personnes: | 734   | 681     | 605      | 605   |
| Différence:          |       | -7,22 % | -11,16 % | +0 %  |

| Année:               | 2023. | 2024.   |
| -------------------- | ----- | ------- |
| Nombre de personnes: | 608   | 605     |
| Différence:          |       | -0,49 % |